# Мясников, Александр Леонидович (врач)
Алекса́ндр Леони́дович Мяснико́в (род. 15 сентября 1953, Ленинград, РСФСР, СССР) — советский и российский врач-кардиолог, врач общей практики, теле-, радиоведущий и общественный деятель, автор книг о здоровье.
Награждён орденом Пирогова (21 июня 2020 года) и почётным знаком «Заслуженный врач города Москвы» (7 июня 2017 года).

## Биография

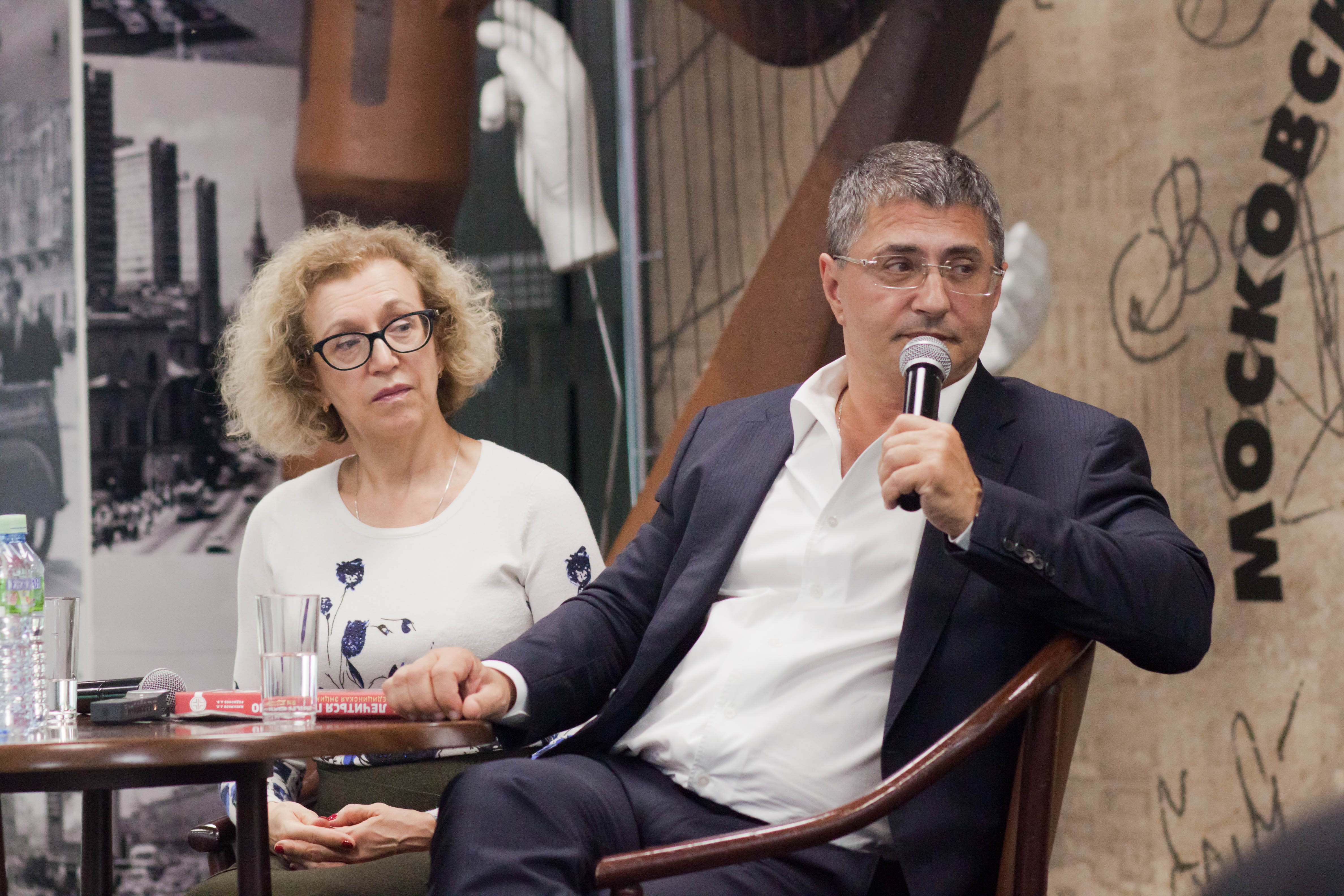
Александр Мясников и Ольга Шестова на презентации книги «Пора лечиться правильно» в Московском доме книги. 5 июня 2018 года.

Родился в семье потомственных врачей. Медицинская династия Мясниковых берёт начало в XIX веке (в городе Красный Холм Тверской области существует семейный музей). Является внуком А. Л. Мясникова (1899—1965), советского учёного, председателя Всероссийского общества терапевтов, и сыном кандидата медицинских наук Леонида Александровича Мясникова (1928—1973) и Ольги Халиловны Алиевой (17 апреля 1927 — 27 января 2020) — геронтолога (отчим — Иван Дорба).
В 1976 году окончил 2-й Московский медицинский институт имени Н. И. Пирогова, после чего до 1981 года проходил ординатуру и аспирантуру в Институте клинической кардиологии. В 1981 году в Институте кардиологии им. А. Л. Мясникова защитил диссертацию на соискание учёной степени кандидата медицинских наук по теме «Радионуклидная вентрикулография в оценке общей и локальной сократимости миокарда у больных ИБС».
Работал врачом группы геологов в Африке, в Народной Республике Мозамбик. В 1983 году трудился в провинции Замбези врачом общей практики.
С 1984 по 1989 год служил старшим группы советских врачей-консультантов правительственного госпиталя «Пренда» в Анголе.
Вернувшись в Москву, совмещал работу врача-кардиолога во Всесоюзном кардиологическом научном центре и сотрудника медицинского отдела Международной организации по миграции.
В 1993—1996 годах работал врачом Посольства Российской Федерации во Франции, сотрудничал[как?] с медицинскими центрами Парижа.
С 1996 года трудился в США, где окончил ординатуру при Медицинском центре Университете штата Нью-Йорк по специальности «врач общей практики». В 2000 году Американским комитетом по медицине ему было присвоено звание врача высшей категории. Член Американской медицинской ассоциации и Американской коллегии врачей.
В 2000 году вернулся в Россию.
С 2000 года Мясников стал работать в Москве сначала главным врачом Американского медицинского центра, затем — главным врачом организованной им Американской клиники.
В 2009—2010 годах пробует себя в качестве телеведущего, в программе «Врача вызывали?», выходившей на «Третьем канале» (затем — на телеканале «ТВЦ»). Начинает вести медицинскую рубрику в программе Владимира Соловьёва и Анны Шафран «Полный контакт» на радио «Вести FM» (ведёт эту рубрику по настоящее время).
С 2010 года по настоящее время является главным врачом ГБУЗ «Городская клиническая больница имени М. Е. Жадкевича».
В 2012 году зарегистрировано ООО «Клиника доктора Мясникова». Учредители организации: жена Мясникова — Наталья Владимировна (65%) и Маргарита Житницкая (Кржижевская) (35%), приближённая Владимира Соловьёва, владелица товарного знака «Соловьев Live». На сайте клиники доктор Мясников указан, как её основатель. В здании проходят съёмки телевизионной передачи «Доктор Мясников».
7 июня 2017 года Александр Мясников награждён почётным знаком «Заслуженный врач города Москвы» «за большой вклад в совершенствование и развитие здравоохранения, многолетнюю плодотворную работу по оказанию высококвалифицированной медицинской помощи жителям города Москвы и в связи с празднованием Дня медицинского работника».
Член Общественной палаты города Москвы.
В 2018 году был доверенным лицом Владимира Путина на президентских выборах, затем — Сергея Собянина на выборах мэра Москвы.
С апреля по июль 2020 года — официальный представитель Информационного центра по мониторингу ситуации с коронавирусом в Москве (на базе АНО «Диалог» ДИТа Москвы; оперштаб Москвы по борьбе с коронавирусом). Целью работы АНО «Диалог», по некоторым источникам, являлось «снижение излишней тревожности» населения.
В 2022 году поддержал вторжение России на Украину, хотя ещё в январе 2022 года заявлял: «Я категорически против войны, там где рвутся снаряды, умирают люди. Я категорически против войны на Украине. С кем воевать? С родственниками моей жены, племянниками? У меня это всё в голове не укладывается. Я понимаю, что отступать некуда и надо добиваться своего, но без прямой горячей войны».

### Выступления на радио и телевидении
С 2012 по 2013 год был ведущим телевизионной программы о здоровье «Скажите, доктор!» на канале «Раз ТВ».
С 1 марта 2013 года — ведущий пятничных выпусков программы «О самом главном» на телеканале «Россия-1», имеющих условное название «Спросите доктора».
Принимает участие в качестве приглашённого гостя в программе «Вечер с Владимиром Соловьёвым» на телеканале «Россия-1».
В интервью Ксении Собчак заявил, что считает допустимым убийство за оскорбление.
В мае 2020 года журналистка Ирина Шихман обвинила Мясникова в том, что тот, будучи ответственным за связи с общественностью от операштаба по пандемии, готов давать интервью по теме только на коммерческих условиях. Называлась сумма в 88 тысяч рублей. Журналистка настаивает, что имеет запись разговора с помощником врача, назвавшим такие условия. Сам Мясников называет эту историю провокацией, при этом подтверждает, что разговор помощника и журналистки имел место: «Как оказалось он, и правда получил подобный звонок, но все подробности и мотивации я оставляю на его совести и ответственности. Меня ни он, ни кто другой в известность не поставил. Как я понял, там вообще звонок всерьёз принят и не был».
С 30 марта по 29 июня 2020 года — ведущий программ «Спасибо, доктор!» на Youtube-канале «Соловьёв Live». С 6 июня 2020 года — ведущий еженедельной программы «Доктор Мясников» на телеканале «Россия-1».
С 18 сентября 2021 года — ведущий еженедельной программы «Святые целители» на телеканале «Спас». Передача рассказывает о чудесах, явленных по молитвам о здравии небесным покровителям.
Участвовал в рекламе цикория торговой марки «Экологика» и кофе компании «Московская кофейня на паяхъ» (2023).

#### Высказывания на тему пандемии COVID-19
В связи с эпидемией COVID-19 публично высказывал благожелательно-успокоительное отношение к этому вирусу:
Если мы говорим об эпидемии коронавируса, она сойдет на нет, я думаю, в течение месяца, к середине апреля [2020]. Потому что все это подчиняется определенным законам
.
Посмотрите, что мы делаем с природой, с окружающей средой, как засоряем Землю. Планета имеет право защищаться. Возможно, нынешняя эпидемия, которая сократит население Земли, — это ответ природы на её истребление человеком.
У вас есть своя жизнь, и она прописана Господом Богом. И умрете вы тогда, когда написано в вашей Книге судеб <...> Инфекция возьмет свое. Мы все равно все переболеем. Кому положено умереть — помрут.
Вы должны радоваться, что цифра (заболевших) растет, потому что чем больше бессимптомных и легких форм, тем быстрее мы достигнем стадного популяционного иммунитета.
Такая позиция Мясникова критиковалась другими врачами как непрофессиональная и противоречащая морально-этическими требованиями для врача.
В сентябре 2020 года Мясников заявил, что коронавирус опасен «практически исключительно» для людей старше 65 лет, тех, кто страдает хроническими заболеваниями, и «ослабленных людей».
Также Мясников раскритиковал на своем Telegram-канале заявление Русской православной церкви с призывом к пожилым москвичам отказаться от посещения храмов на Рождество в связи с карантином, указав на то, что изоляция является существенным фактором риска смерти для старшего поколения и подрывает волю к жизни. По его мнению, в этой ситуации вера для них остается важной опорой в жизни, которой они не должны лишаться: «У людей в конце жизни есть преимущества — они прожили жизнь и вправе решать, что им делать, а что нет. От смерти никто не ушёл, а вот Душа — вечна!».
В декабре 2021 года за свои высказывания на тему коронавируса Мясников был номинирован на антипремию «Почетный Академик АПЧХИ».

### Личная жизнь
На четвёртом курсе института Мясников женился на Инне, но брак быстро распался.
Вторая жена — Наталья Владимировна Мясникова (род. 1954), с которой Александр встретился и познакомился на одном из светских приёмов. Наталья окончила Московский историко-архивный институт, работала в ТАСС. Учредитель ООО «Клиника доктора Мясникова» (с 2012 года).
Сын — Леонид Мясников (род. 1994, Париж), имеет гражданство Франции, учится в Сорбонне на фармацевта.
Тесть — Александр Петрович Колпакчи (род. 1925) — инженер-технолог и изобретатель в области пивоварения.
Внебрачная дочь Мясникова — Полина.
Православный христианин.